# Echinus esculentus
Echinus esculentus је морски јеж из реда Echinoida.

## Угроженост
Ова врста је на нижем степену опасности од изумирања, и сматра се скоро угроженим таксоном.

## Распрострањење
Ареал врсте Echinus esculentus обухвата већи број држава. 
Врста је присутна у Шведској, Норвешкој, Шпанији, Данској, Уједињеном Краљевству, Ирској, Португалу, Француској, Холандији и Белгији.